# Szingapúr címere

Szingapúr címere

Szingapúr címere egy vörös színű pajzs, amelyen egy fehér félholdat és öt fehér csillagot helyezték el. A pajzsot két oldalt egy sárga színű oroszlán és egy tigris tartja egy kék színű szalagon állva, amelyen az ország mottója is olvasható. „Majulah Singapura” (Előre, Szingapúr).